# Le Cœur de l'hiver
 (mars 2017).
Si vous disposez d'ouvrages ou d'articles de référence ou si vous connaissez des sites web de qualité traitant du thème abordé ici, merci de compléter l'article en donnant les références utiles à sa vérifiabilité et en les liant à la section « Notes et références ».
Le Cœur de l'hiver (titre original : Winter's Heart) est le neuvième volume de la série La Roue du temps de l'écrivain américain Robert Jordan.
La version originale américaine a été publiée le 7 novembre 2000 par Tor Books aux États-Unis et par Orbit au Royaume-Uni. Le livre comprend un prologue et 35 chapitres.
Dans la première traduction française, le livre a été séparé en deux tomes :
1. Le Cœur de l'hiver ;
2. Perfidie.

Les deux tomes sont sortis en 2009 aux éditions Rivages dans la collection Fantasy puis repris en poche en 2011 par les éditions Pocket dans la collection Science-fiction.
En 2018, les éditions Bragelonne rééditent le livre en français en un seul tome titré Le Cœur de l'hiver, avec une nouvelle traduction de Jean-Claude Mallé.

## Résumé
Après la tentative d'assassinat à son encontre dans le palais du Soleil, Rand al'Thor organise sa fuite et se déplace sans arrêt. Le monde s'interroge sur son sort. De son côté, Mat Cauthon élabore un plan pour fuir Ebou'Dar où il est retenu prisonnier. Il accepte de venir en aide à des Aes'Sedai, puis à Egeanin et Bayle Domon. Mat souhaite profiter du départ de la Reine Tylin d'Altara et de la Haute Dame Suroth pour s'enfuir. Cependant, il doit faire face à quelques imprévus. La véritable identité de Tuon est révélée à Mat par la seanchan Egeanin : elle est la Fille des Neuf Lunes. Le Ta'veren décide de l'emmener avec eux, décision qui semble ravir la très respectée Tuon. 
Perrin rentre de sa rencontre avec le Prophète du Dragon. Il apprend que plusieurs femmes ont été enlevées, dont la sienne. Les Shaidos de Sevanna ont fait de Faile, Alliandre (Reine de Ghealdan), et de Maighdin (précédemment connue comme Morgase, Reine d'Andor) leurs serviteurs en Robe blanches.
Berelein ne renonce pas à séduire Perrin, qui lutte pour ne pas laisser exploser sa fureur. Masema, le prophète fou, vient à la rencontre de Perrin et ce dernier ne sait plus où donner de la tête. Cependant, il décide de partir rapidement vers le sud. Lui et Masema empruntent un Portail créé par l'un des Asha'man et s'apprêtent à poursuivre les Aiels de Sevanna.
Le groupe d'Elayne Trakand est de retour à Caemlyn. Elayne cherche à s'emparer du Trône d'Andor. Cependant, elle ne peut risquer de voir le peuple se retourner contre elle. Elle doit donc faire preuve de stratégie. Cependant, elle est la cible d'une tentative d'assassinat et on sait qu'elle est entourée de plusieurs Amis du Ténébreux. Le danger n'a jamais été aussi proche. 
Rand al'Thor se rend  à Caemlyn avec Min. Là-bas, Aviendha, Elayne et cette dernière se lient à lui. Le lien du lige lie donc le Dragon Réincarné à Alanna, à Aviendha, Elayne et Min.
Rand projette de purifier le Saidin, et a besoin d'une femme pour l'aider. Nynaeve al'Meara accepte de lui venir en aide. Rand, Min, Nynaeve, Lan et Alivia - une ancienne damane dont le pouvoir est supérieur à celui de Nynaeve - partent à Far Madding. Là-bas, un Ter'Angreal est censé empêcher quiconque de canaliser. Rand profite de ses talents dans le combat au corps à corps pour dominer Rochaid. Padan Fain est également dans la ville et élimine Kisman avant d'indiquer à Rand la position de deux autres Asha'mans: Gedwyn et Torval. Rand et Lan se rendent à la Carpe Bleue et ne trouvent que deux cadavres. S'ensuit un nouveau combat, l'un opposant Toram Riatin à al'Lan Mandragoran, et l'autre opposant Padan Fain à Rand al'Thor. Lan laisse son adversaire pour mort, mais Padan Fain parvient à fuir Rand. Des cris leur parviennent de la rue. Rand et Lan cherchent à fuir, mais tombent d'un toit. Le Dragon réincarné est à nouveau enfermé mais rapidement libéré, avec l'aide de Cadsuane, qui soumet la Première Conseillère de Far Madding.
Ils chevauchent ensuite vers le nord afin de récupérer Callandor précédemment cachée par Rand dans le sol. Un portail les mène ensuite à Shadar Logoth, où Rand a prévu de purifier le Saidin.
Nynaeve et lui prennent place, tandis qu'autour d'eux, les Asha'mans et Aes Sedai forment des cercles afin de prévenir toute attaque des Rejetés . Nynaeve et Rand forment un cercle et utilisent les Chodean Kals (ter'angreals qui permettent l'utilisation à distance des plus puissants sa'angreals qui soient). 
Les Rejetés obéissent aux ordres de Moridin selon lequel ils devaient éliminer Al'Thor s'il tentait de purifier le Saidin. Ils créent des portails vers Shadar Logoth. Cependant, les Aes Sedai et Asha'man disposent de plusieurs angreals, dont Callandor. Demandred, Moghedien, Cyndane, Osan'Gar, Aran'gar, tous sont mis en échec et battent en retraite. À savoir que Graendal manque à l'appel et que Moghedien a préféré regarder, que participer (elle a tout de même été la cible d'un tissage dès son arrivée).
Un dôme noir s'élève dans le ciel, puis s'enflamme, se désintègre. La souillure disparaît du Saidin. Rand et Nynaeve s'évanouissent, victimes de leur effort. Il ne reste plus qu'un seul Chodean Kal. Le Saidin, selon les Asha'man survivants est « propre ». Mais selon Merise (qui forme un Cercle avec les Asha'man Damer et Jahar, le saidin « est tellement étrange que n'importe quoi peut se dissimuler dans ce chaos démentiel. »
Shadar Logoth, la cité maudite, a disparu, et le « Temps des Illusions » semble terminé.

## Particularités du récit
Les récits s'enchevêtrent dans le même ordre chronologique jusqu'au onzième tome, Le Poignard des rêves. Il y a donc une simultanéité et non pas une suite. 